# Christian Sell (Maler, 1831)

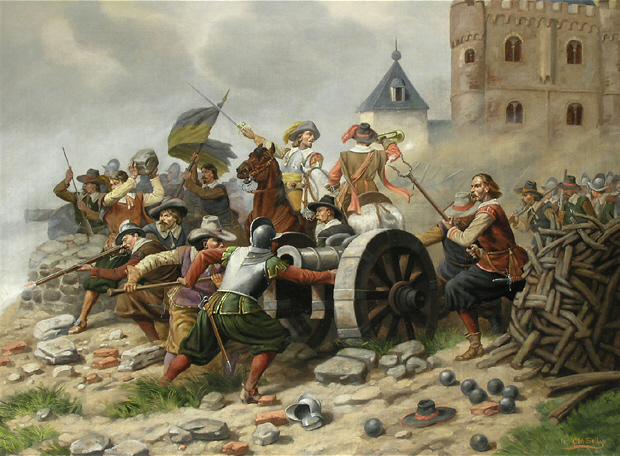
Die Verteidigung der Burg

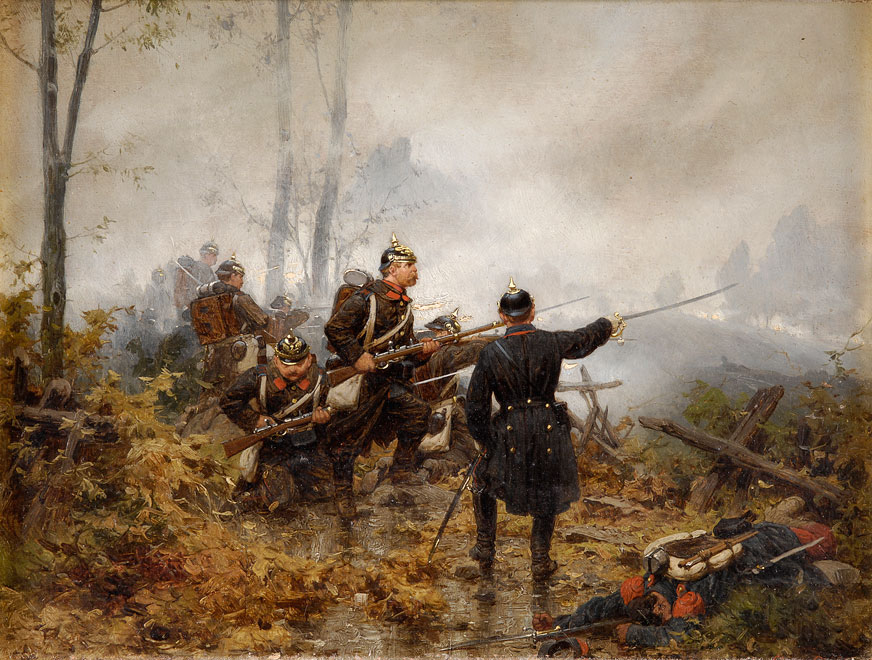
4. Westfälisches Infanterie-Regiment Nr. 17 (wahrscheinlich Szene aus der Schlacht bei Le Mans)

Christian Jacob Sell, auch Christian Sell der Ältere (* 14. August 1831 in Altona; † 21. April 1883 in Düsseldorf), war ein deutscher Maler der Düsseldorfer Schule. Er ist nicht zu verwechseln mit seinem 1854 geborenen Sohn Christian Sell dem Jüngeren, der ebenfalls Schlachten und Soldaten malte.

## Leben
Sell wurde zuerst von seinem Vater im Malen unterrichtet und lebte ab 1851 in Düsseldorf, wo er bis 1856 die Akademie besuchte. Dort waren Theodor Hildebrandt, Friedrich Wilhelm von Schadow, Heinrich Mücke und Christian Köhler seine Lehrer. Er unternahm Studienreisen durch Deutschland und Belgien und malte anfangs historische Kriegsszenen aus dem Dreißigjährigen Krieg, etwa Verteidigung einer Stadtmauer (1852), Soldaten, die ihren verwundeten Anführer tragen, Ruhe nach zurückgeschlagenem Sturm (1856), die Belagerung von Breisach (1861) und Kaiserliche Soldaten von Schweden überfallen.
1864 und 1866 begleitete Sell die preußischen Truppen bei ihren erfolgreichen Zügen nach Dänemark (Deutsch-Dänischer Krieg) und Böhmen (Deutscher Krieg). 1870/71 zog er auch in den Deutsch-Französischen Krieg. Die Teilnahme an diesen militärischen Auseinandersetzungen gab seinem Schaffen eine andere Richtung. Er stellte fortan größere Schlachten und kleinere Episoden aus diesen drei Kriegen dar, welche durch Lebendigkeit der Schilderung und Feinheit der Ausführung hervorragend sind. Auch als Maler von Aquarellen und Illustrationen trat er hervor. Seine Hauptwerke sind:
- Erstürmung der Düppeler Schanze 6
- Schlacht bei Königgrätz (Gemälde von 1872)
- Der Beginn der Verfolgung bei Königgrätz (Berliner Nationalgalerie)
- Gefecht bei Liebenau, 1866

## Galerie

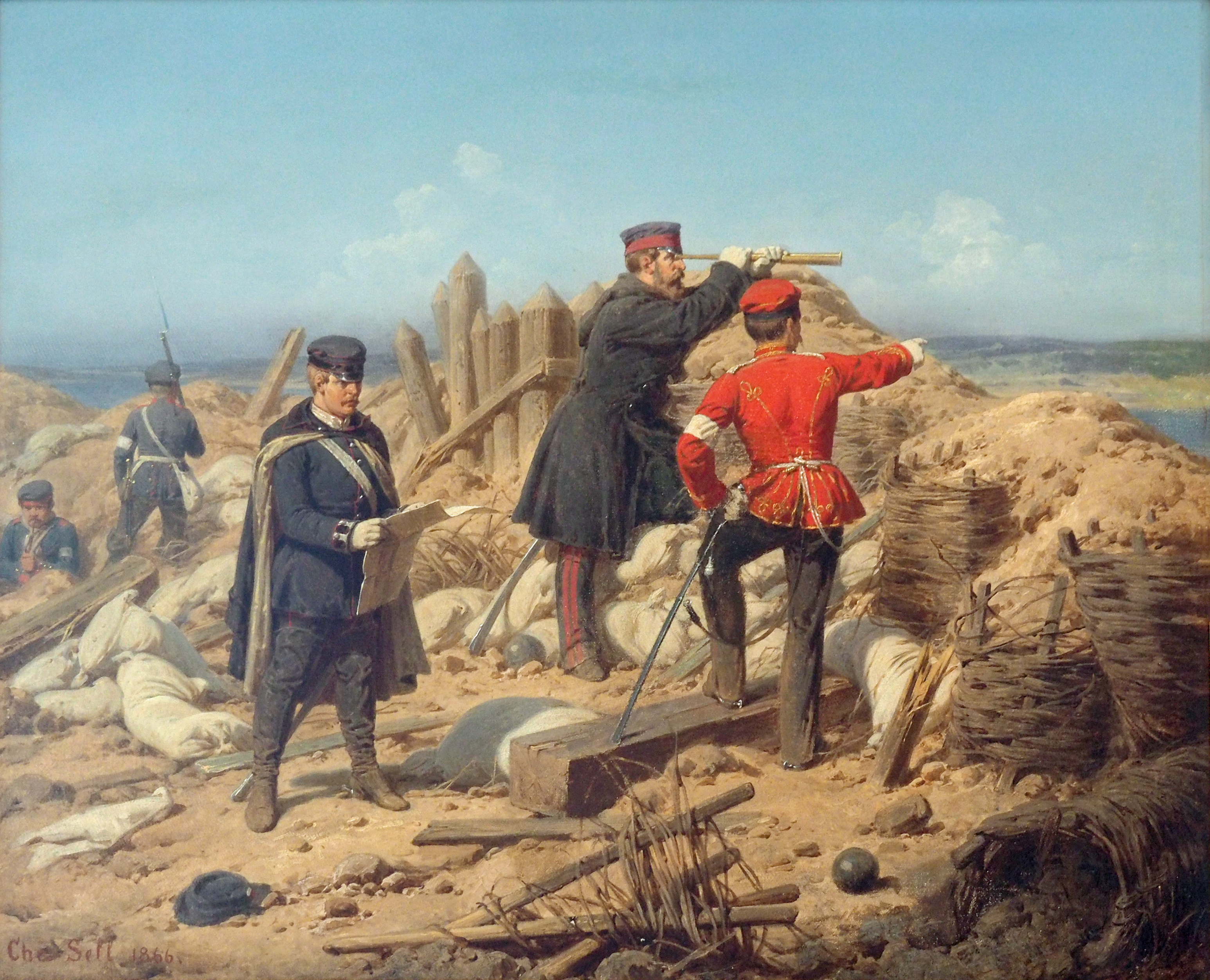
Auf dem Schlachtfeld bei Düppel 1864
Schlacht bei Königgrätz
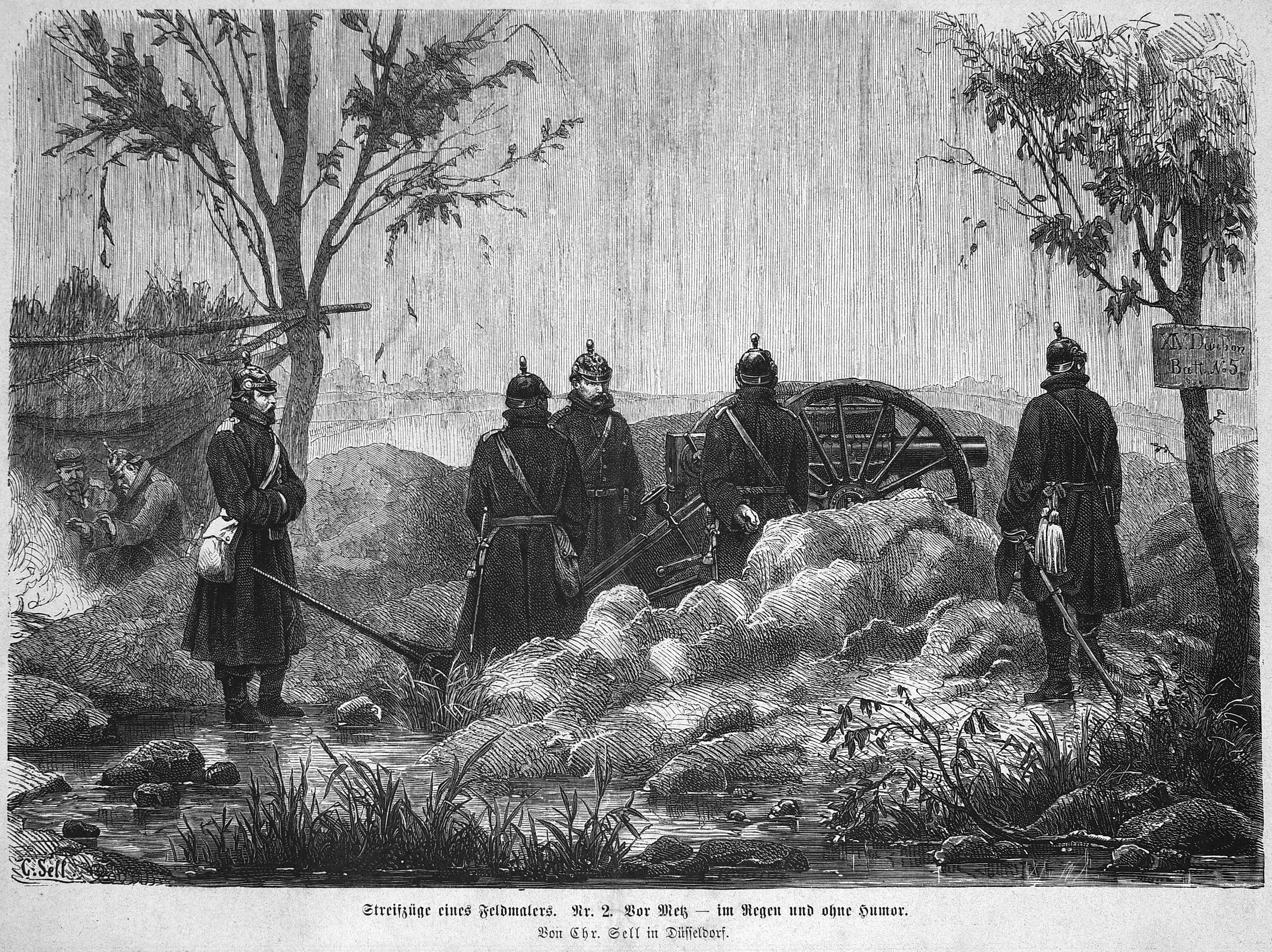
Vor Metz – im Regen und ohne Humor, Illustration aus der Gartenlaube, 1871
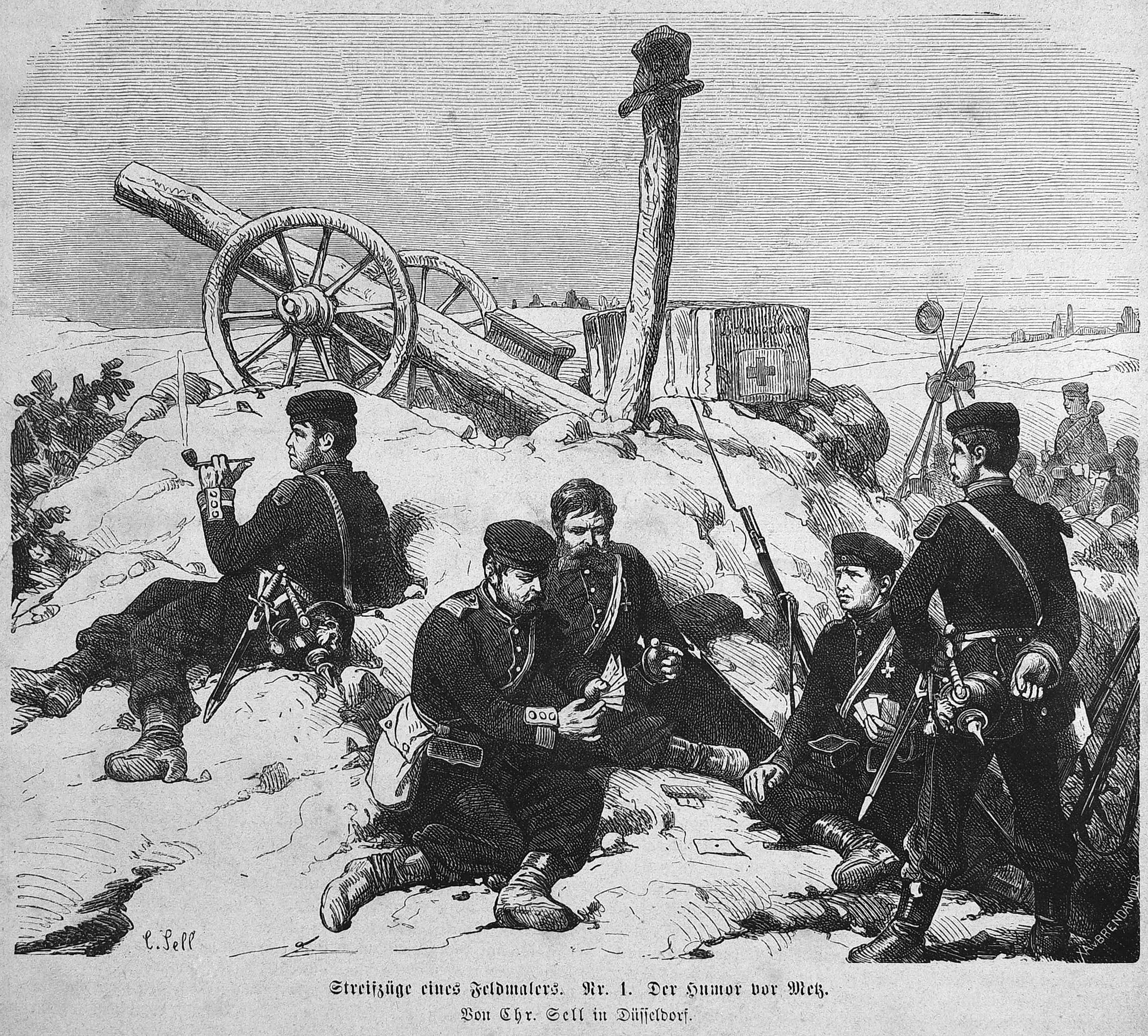
Der Humor vor Metz, 1871
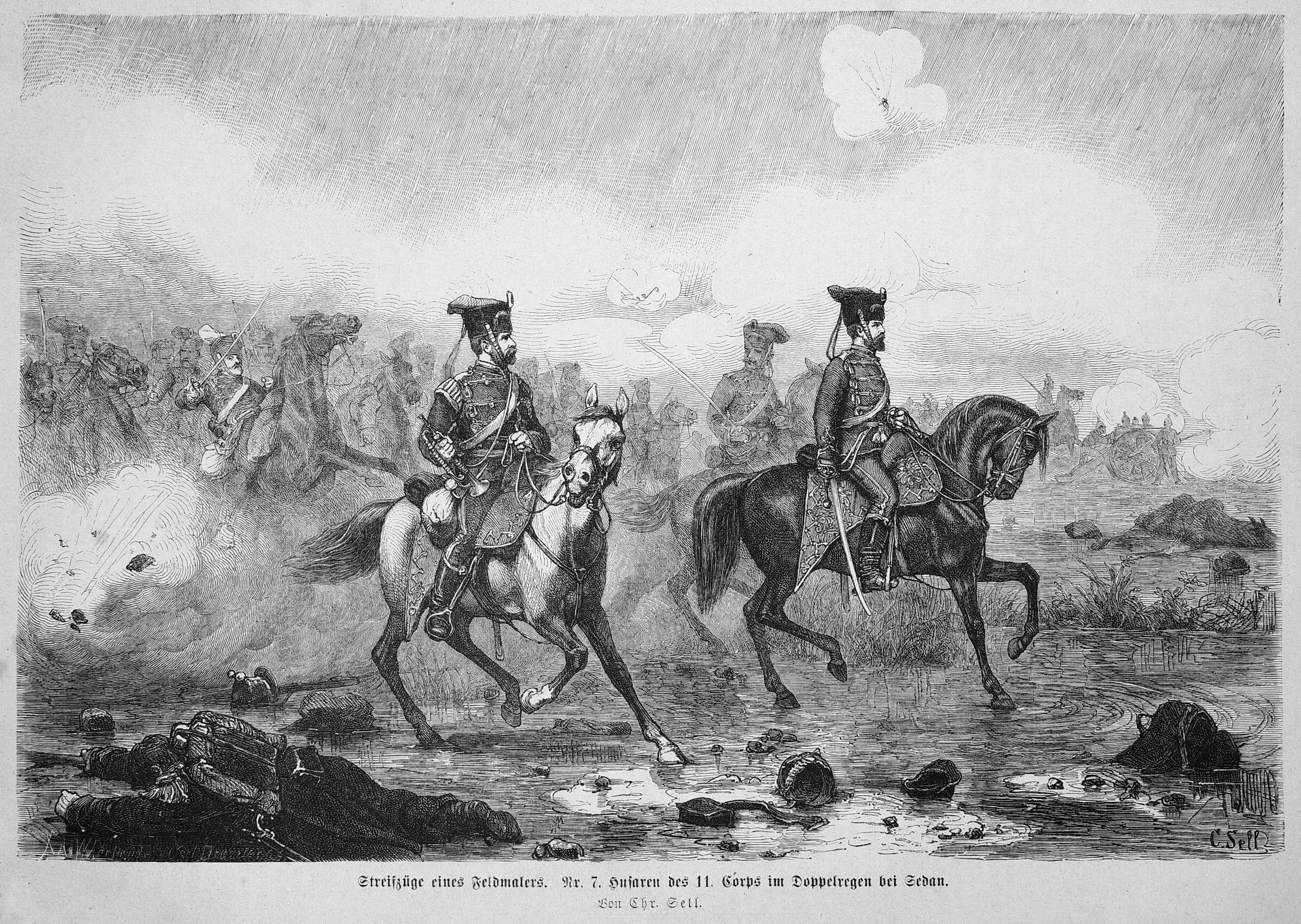
Husaren des 11. Corps im Doppelregen bei Sedan, 1872

## Illustrierte Werke
- 1870 und 1871. Zwei Jahre deutschen Heldenthums / von Gustav Höcker. Mit 114 Illustrationen nach Originalzeichnungen von W. Camphausen, C. Horn, Chr. Sell u. A. und 12 Karten und Pläne. - Glogau : Flemming . - 1872. - [1] Bl., IV, 392 S., [6] Bl. : zahlr. Ill., Kt. Digitalisierte Ausgabe der Universitäts- und Landesbibliothek Düsseldorf

## Museale Rezeption
In den Sammlungen folgender Museen befinden sich Werke von der Hand des Christian Sell:
- Nordfriesisches Museum. Nissenhaus Husum, Husum
- Heeresgeschichtliches Museum, Wien